# Chown
O comando chown da shell de um sistema operativo do tipo Unix (como é o caso o GNU/Linux) é usado para alterar o dono de um determinado ficheiro.

## Uso básico
O comando significa change owner (mudar o dono) e é usado da seguinte forma:
```
chown utilizador ficheiro
```

É de notar que este comando é reservado apenas para o super-utilizador root ou outros administradores.

## Mudança de grupo
chown pode ainda ser utilizado para mudar o grupo. Para tal, deve ser precedido por .. Todos os utilizadores têm permissão para executar o  comando chgrp. No entanto, separar o utilizador e o grupo por um . não é indicado, uma vez que é permitido que se use um . no username do utilizador.
Exemplo da sua utilização de forma recursiva, usando o . como separador:
```
chown -R utilizador.grupo /home/pasta
```

A forma indicada de se separar o username e o grupo para um determinado arquivo é utilizar o dois-pontos :
```
chown -R utilizador:grupo /home/pasta
```

Se for informado um login:grupo ou login.grupo, tanto a propriedade do dono do arquivo quanto o grupo são alterados.

### Forma curta
Existe uma forma reduzida de alterar tanto o dono do arquivo quanto o grupo, se eles forem iguais, especificando o nome do utilizador seguido de dois-pontos:
```
chown utilizador: /home/pasta
```

Ainda, é possível utilizado o chown informando ":grupo" ou ".grupo" sem informar o login. Desta forma o chown vai agir como o comando chgrp, alterando somente o grupo do arquivo.
```
chown :grupo /home/pasta
```

## Opções
O comando chown permite as seguintes opções, entre outras:
- -v: Reporta o dono dos arquivos, inclusive as mudanças de dono;
- -c: Reporta somente a mudança de dono;
- -R: Muda o dono de todos os arquivos e diretórios recursivamente dentro da mesma hierarquia.

## Restrições de uso
Um usuário comum somente pode passar a propriedade de arquivos e diretórios dos quais ele é dono. O usuário administrador root pode alterar a propriedade de qualquer arquivo ou diretório.